# Đỗ Viện
Đỗ Viện (chữ Hán: 杜瑗, 327 – 410), tự Đạo Ngôn (道言), là Giao Châu thứ sử nhà Đông Tấn năm 401 - 410, sinh ra ở Chu Diên, Giao Chỉ, nguyên quán Kinh Triệu.

## Cuộc đời
Theo Tống thư, Đỗ Viện sinh ra trong gia đình danh môn vọng tộc, là người cùng tộc với danh thần Đỗ Dự. Ông nội ông là Đỗ Nguyên (杜元) làm Thái thú Ninh Phổ (nay là thành phố cấp huyện Hoành Châu, Quảng Tây), gặp phải loạn Ngũ Hồ liền dời nhà đến Giao Chỉ. Thông tin về cha của Đỗ Viện không được ghi chép rõ ràng, tuy nhiên theo các nhà sử học suy đoán thì có lẽ là Thái thú Giao Chỉ Đỗ Bảo - người đã bị Thứ sử Giao Châu Ôn Phóng Chi xử tử sau khi chống lệnh khi tham gia chiến đấu tại Lâm Ấp vào năm 358 thời Tấn Mục Đế.
Viện được quan Châu dùng làm Thái thú Nhật Nam, Cửu Đức, Giao Chỉ. Ban đầu, thế lực của Thái thú Cửu Chân Lý Tốn hùng mạnh, muốn chiếm lấy Giao Châu. Năm 380 thời Tấn Hiếu Vũ Đế, sau Lý Tốn nghe tin triều đình Đông Tấn phái Đằng Độn Chi đến nhậm chức Thứ sử Giao Châu đã sai hai con trai chia hai đường thủy lục ngăn giữ, lại đem quân đóng ở những nơi hiểm yếu, ý đồ cắt cứ Giao Châu, ngăn cản quan triều đình đến nhậm chức. Viện đưa quân đến chém Tốn, dẹp tan cuộc khởi nghĩa, được ban chức Long Tương Tướng quân.
Độn Chi ở Châu hơn 10 năm, cùng Lâm Ấp có nhiều xung đột. Độn Chi mới trở về bắc, Lâm Ấp vương Phạm Hồ Đạt công phá 3 quận Nhật Nam, Cửu Đức, Cửu Chân, rồi vây Châu thành. Khi ấy Độn Chi đã đi xa, Viện cùng con trai thứ 3 là Huyền Chi ra sức cố thủ, bày nhiều kế sách, rồi ra đánh, đại phá quân địch. Họ đuổi đến Nhật Nam, Cửu Chân, liên tiếp chiến thắng, khiến cho Hồ Đạt phải chạy về Lâm Ấp. Triều đình bèn lấy Viện làm Giao Châu Thứ sử. Năm đó là năm 399 (niên hiệu Long An thứ 3) thời Tấn An Đế.
Khi Lư Tuần chiếm cứ Quảng Châu, sai sứ đến thông hảo, Viện đem chém. Năm 410, ông qua đời, thọ 84 tuổi, được triều đình Đông Tấn truy tặng Hữu tướng quân, quan chức như cũ. Nhà Tấn cho con ông là Đỗ Tuệ Độ kế tục ông làm Thứ sử Giao châu.

## Gia đình
Không rõ ông có tất cả bao nhiêu người con trai, ngoại trừ Đỗ Tuệ Độ là con trai thứ năm được ghi chép trong nhiều sử sách, trong An Nam chí lược của Lê Tắc còn đề cập đến Đỗ Tuệ Kỳ (杜慧期) - em trai của Đỗ Tuệ Độ, từng giữ chức Thái thú Giao Châu. Ngoài ra, các tài liệu khác còn nhắc đến những người con khác của ông, theo thứ tự là
- Con trai thứ ba: Đỗ Huyền Chi (杜玄之);
- Con trai thứ năm: Đỗ Tuệ Độ, từng làm Thứ sử Giao Châu;
- Đỗ Tuệ Kỳ (杜慧期), từng làm Thái thú Giao Chỉ;[9]
- Đỗ Chương Dân (杜章民), từng làm Thái thú Cửu Chân.